# Dzukijski Park Narodowy
Dzukijski Park Narodowy (lit. Dzūkijos nacionalinis parkas) – leży w południowej części Litwy, przy granicy z Białorusią, ok. 20 km na północny wschód od miasta Druskieniki. Utworzony został w 1991 r. i zajmuje powierzchnię 585,19 km², co czyni go największym parkiem narodowym Litwy. Ponad 90% terenu Parku stanowią lasy, z przewagą lasów sosnowych, zamieszkiwanych przez 54 gatunki ssaków, ponad 150 gatunków ptaków, 38 gatunków ryb oraz kilkanaście gatunków gadów i płazów. Stosunkowo niewielka część Parku (232 ha) zajmowana jest przez 48 jezior. Na terenie Parku znajduje się 28 rezerwatów przyrody oraz 3 rezerwaty ścisłe.
Dyrekcja parku narodowego ma swoją siedzibę we wsi Marcinkańce (Marcinkonys).